# Syriens evakueringsdag
Syriens evakueringsdag (arabiska: عيد الجلاء), även Syriens självständighetsdag, är Syriens nationaldag. Den firas till minne av evakueringen av franska soldater från dåvarande Franska mandatet för Syrien och Libanon vilken slutfördes den 15 april 1946. Två dagar senare firades att Syrien slutligen hade blivit självständigt.
Även Rojava firar nationaldagen.